# Clubiona japonica
Clubiona japonica là một loài nhện trong họ Clubionidae.
Loài này thuộc chi Clubiona. Clubiona japonica được Ludwig Carl Christian Koch miêu tả năm 1878.